# 28 minuti
28 minuti è stato un programma radiofonico italiano, andato in onda dal 2001 al 2013 su Radio2 dal lunedì al venerdì dalle 13:00 alle 13:28, condotto da Barbara Palombelli.
Approfondiva temi di attualità, politica e spettacolo. Il mercoledì trasmetteva in diretta da Montecitorio.